# Rolex Trophy 2013
De Rolex Trophy is een golftoernooi van de Europese Challenge Tour. Het toernooi wordt op de Golf Club de Genève gespeeld. Deze 23ste editie werd van 21-24 augustus gespeeld. Het toernooi bestond uit vier rondes. Het prijzengeld was € 228.000 waarvan de winnaar, Jens Dantorp, € 26.000 kreeg.
Tijdens de eerste ronde speelden 42 jongeren (U21) mee, die lid waren van omliggende clubs. Daarna speelden volwassen amateurs mee.

## Verslag

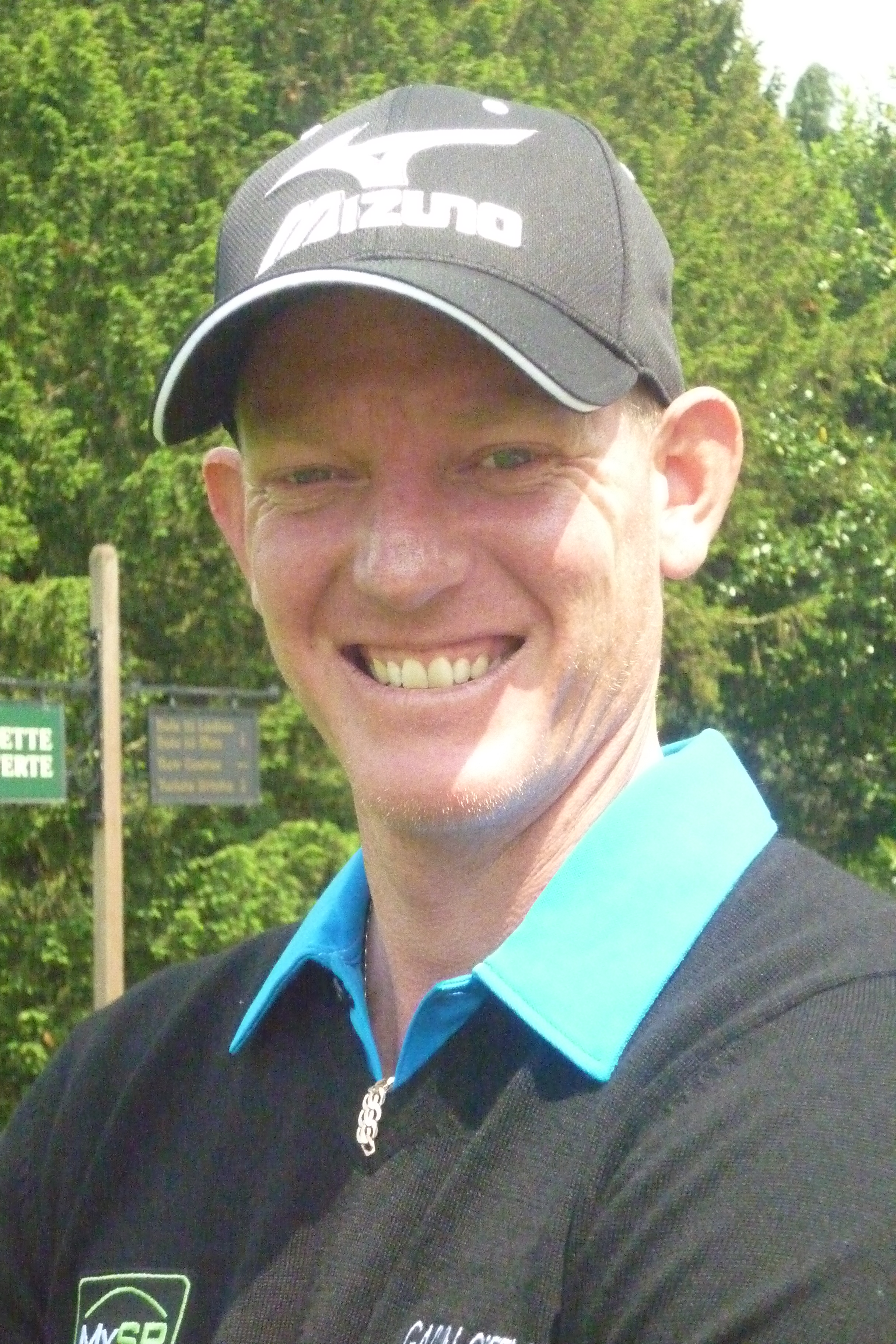
Daniel Gaunt scoorde 63

De par van de baan is 72. 

### Ronde 1
Van de 42 spelers scoorden 31 onder par en slechts 5 boven par. De baan is vrij kort, slechts 6289 meter lang, dus er zijn veel korte slagen naar de greens; de par-3 holes compenseren dat gedeeltelijk, die zijn allemaal boven de 170 meter.

Victor Riu kwam als voorlopige leider met -6 in het clubhuis, maar werd daarna door vier spelers ingehaald, die op hun beurt door Daniel Gaunt werden gepasseerd, die een bogeyvrije ronde met 9 birdies maakte. Het baanrecord is 62 en staat sinds 2012 op naam van Daniel Vancsik en Chris Lloyd.

Tim Sluiter en Wil Besseling hebben een redelijke score binnengebracht van -3 en -2, Daan Huizing staat bijna onderaan in de ranking.

### Ronde 2
De Pro-AM teams spelen nu alleen, niet meer tegelijk met een ander Pro-Am team. Er wordt gespeeld in een ochtendronde en een middagronde, en er wordt op twee tees gestart.

Drie nieuwe leiders hebben zich aangediend. José-Filipe Lima staat op de 2de plaats van de ranking van de Challenge Tour en heeft al genoeg verdiend (ruim € 80.000) om aan het einde van het seizoen naar de Europese Tour van 2014 te promoveren. Hij maakte een ronde van 65 en kwam op -10 te staan, Jens Dantorp en Robert Dinwiddie maakten beiden een tweede ronde van 67 en kwamen ook op -10 terecht. 

### Ronde 3
Daan Huizing maakte 66 en steeg naar de 15de plaats. Lima en Dantorp bleven met rondes van 66 aan de leiding.

### Ronde 4
Ronde 4 was zaterdag. Om iets na 10 uur begon het onweer en werden de spelers van de baan geroepen. Pas om half vier kon verder gespeeld worden. Zondag werd de vierde ronde afgemaakt.

Tim Sluiter maakte zes birdies maar eindigde met -2. Totaal was dat -11 en een 9-de plaats.
Dantorp maakte in de laatste vijf holes nog twee birdies om naar -18 te gaan en moest toen wachten tot Lima binnen was, want met een birdie de laatste hole zou het een play-off tussen hen worden. Lima maakte daarentegen een bogey en zakte naar de 3de plaats.
Het seizoen van de Challenge Tour is bijna afgelopen, en het is belangrijk in de top-15 van de Order of Merit te eindigden, want dan krijgt de speler een spelerskaart voor de Europese Tour van 2014. Sluiter stond op nummer 14 bij aanvang van dit toernooi, maar Dantorp, Otaegui  en Jordi García Pinto hebben hem deze week ingehaald. Zijn volgende toernooi is in Noord-Ierland.
- Scores

| Naam             | Score R1 | Score R1 | Nr  | Score R2 | Score R2 | Totaal | Nr  | Score R3 | Score R3 | Totaal | Nr  | Score R4 | Score R4 | Totaal | Nr  |
| ---------------- | -------- | -------- | --- | -------- | -------- | ------ | --- | -------- | -------- | ------ | --- | -------- | -------- | ------ | --- |
| Jens Dantorp     | 67       | -5       | T6  | 67       | -5       | -10    | T1  | 66       | -6       | -16    | T1  | 70       | -2       | -18    | 1   |
| Adrian Otaegui   | 65       | -7       | T2  | 70       | -2       | -9     | T4  | 66       | -6       | -15    | 3   | 70       | -2       | -17    | 2   |
| José-Filipe Lima | 69       | -3       | T17 | 65       | -7       | -10    | T1  | 66       | -6       | -16    | T1  | 72       | par      | -16    | 3   |
| Victor Riu       | 66       | -6       | 5   | 70       | -2       | -8     | T8  | 69       | -3       | -11    | T6  | 69       | -3       | -14    | 6   |
| Daniel Gaunt     | 63       | -9       | 1   | 72       | par      | -9     | T4  | 70       | -2       | -11    | T6  | 72       | par      | -11    | T9  |
| Tim Sluiter      | 69       | -3       | T17 | 69       | -3       | -6     | T13 | 69       | -3       | -9     | T11 | 70       | -2       | -11    | T9  |
| Robert Dinwiddie | 67       | -5       | T6  | 67       | -5       | -10    | T1  | 71       | -1       | -11    | T6  | 74       | +2       | -9     | T12 |
| Agustin Domingo  | 65       | -7       | T2  | 72       | par      | -7     | 12  | 70       | -2       | -9     | T11 | 72       | par      | -9     | T12 |
| Daan Huizing     | 74       | +2       | 40  | 66       | -6       | -4     | T22 | 68       | -4       | -8     | T15 | 73       | +1       | -7     | T18 |
| Brinson Paolini  | 65       | -7       | T2  | 70       | -2       | -9     | T4  | 74       | +2       | -7     | T19 | 73       | +1       | -6     | T21 |
| Wil Besseling    | 70       | -2       | T24 | 70       | -2       | -4     | T22 | 71       | -1       | -5     | T24 | 73       | +1       | -4     | T30 |

| Leider |  | Toernooirecord |  | MC = missed cut = cut gemist |  | DQ = disqualified |

## Spelers
Er doen aan dit toernooi 42 professionals mee uit 19 verschillende landen.
| - Byeong-hun An - Phillip Archer - Wil Besseling - Knut Borsheim - Christophe Brazillier - François Calmels - Johan Carlsson - Marco Crespi - Jens Dantorp - Rhys Davies | - Robert Dinwiddie (2007) - Agustin Domingo - Edouard Dubois - Pelle Edberg - Jamie Elson - Jens Fahrbring - Dylan Frittelli - Jordi García Pinto - Daniel Gaunt - Adam Gee - Julien Guerrier | - Daan Huizing - Jeppe Huldahl - Daniel Im - Roope Kakko - Shiv Kapur - Lloyd Kennedy - Sihwan Kim - José-Filipe Lima - Stuart Manley - Andrew McArthur - Jamie McLeary | - Thomas Nørret - Adrian Otaegui - Brinson Paolini - Andrea Pavan - Bernd Ritthammer - Victor Riu - Tim Sluiter - Steven Tiley - Damian Ulrich - Sam Walker |